# Мадая (Сирія)
Мадая (араб. مضايا) — невелике гірське місто в Сирії, розташоване на висоті 1400 метрів над рівнем моря. Раніше місто було відомим місцем для відпочинку. Знаходиться за приблизно 40 км на північний захід від Дамаску провінції Дамаск. Тут знаходиться озеро Бадра. Взимку, особливо в січні та лютому, в Мадаї лежить сніг. За даними Сирійського центрального статистичного бюро, станом на 2004 рік у місті мешкала 9371 людина. Населення міста складають переважно суніти. На початку 2016 року різні організації у складі ООН оцінювали населення міста у 40-42 тисячі чоловік.

## Опис
Місто відоме чистою джерельною водою, свіжими овочами та фруктами, та корисним кліматом. Суха та прохолода погода влітку зробила Мадаю привабливою для заможних сирійців, які тут мають літні резиденції. Також в місті знаходився відомий та великий ринок, на якому можна було придбати товари європейського виробництва, спортивний одяг, побутову електроніку.

## Історія

### Громадянська війна в Сирії
У липні 2015 року лояльні до режиму Асада підрозділи та загони Хізбалла розпочали суцільну облогу міста.
Починаючи з 18 жовтня до міста припинили надходити харчі, а вже в грудні Лікарі без кордонів заявили, що через спричинений облогою голод в місті загинуло 23 людини.